# Honda Motocompo
Le Motocompo est un scooter pliable produit par Honda de 1981 à 1983.

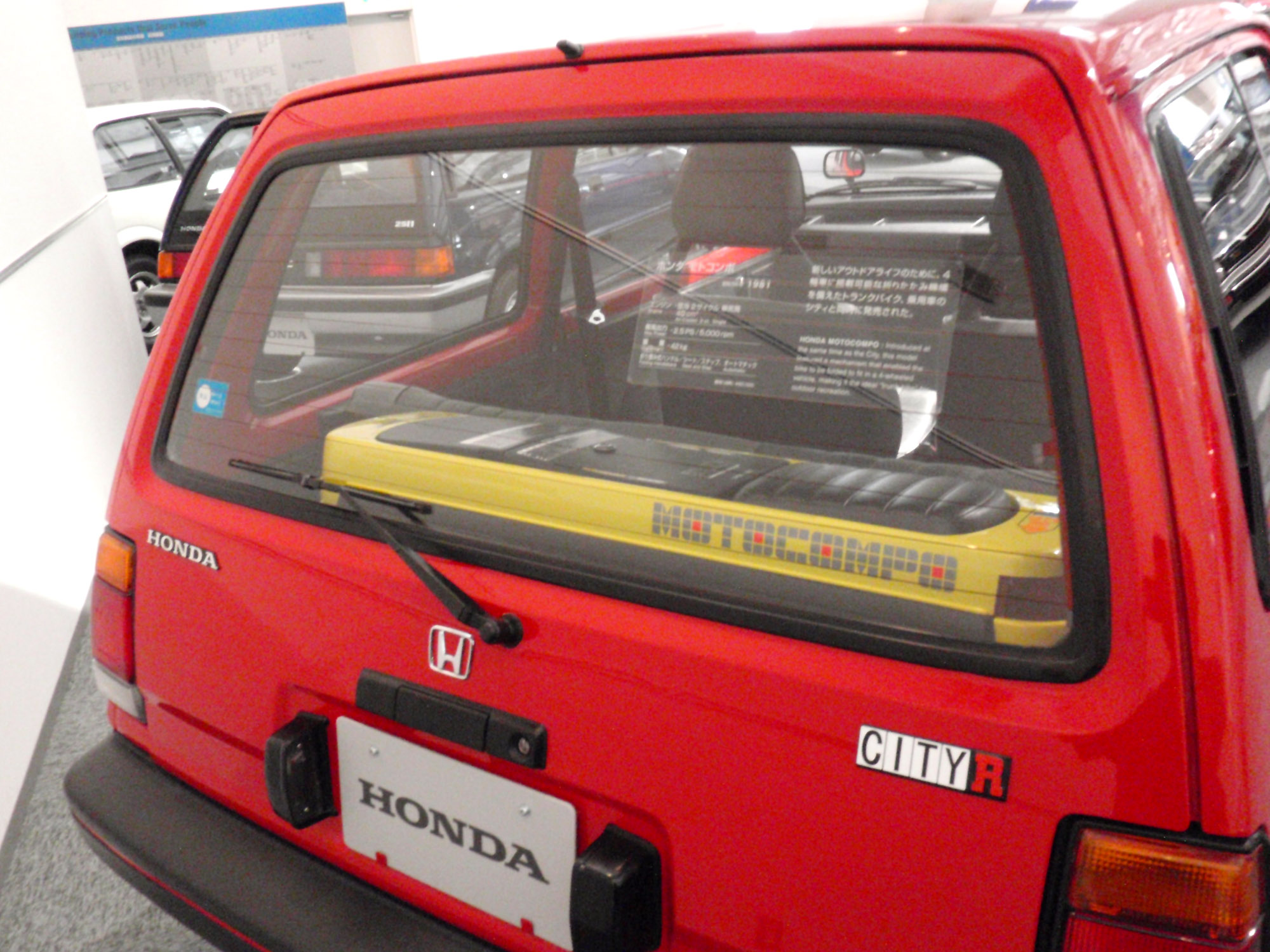
Motocompo dans le coffre d'une Honda City.

Le Motocompo a été présenté comme un « 2 roues de coffre » ou « Trunk Bike » adaptable à l'intérieur des voitures compactes comme la Honda Today et la Honda City (en). Le coffre de la Honda City a effectivement été développé autour du Motocompo. Le guidon, la selle et les repose-pieds se replient dans le carénage en plastique du scooter. Ainsi repliés, le scooter se présente sous la forme d'une boite rectangulaire de longueur 1 185 mm, largeur 240 mm et hauteur 540 mm, pouvant être rangée dans un coffre. Honda avait à leur sortie au Japon un objectif de vente mensuel de 8 000 City et 10 000 Motocompo. Si la City a dépassé les prévisions, seuls 53 369 Motocompos ont été vendus avant la fin de sa production en 1983 (soit pas plus de 3 000 par mois). 
Le Motocompo est apparu en 1981 avec la City dans les publicités TV mettant en vedette le groupe britannique de ska/2 tone Madness.
En 2023, Honda lance une nouvelle version intitulée « Motocompacto », électrique et compacte (75 cm de long, 54 cm de large, 10 cm d’épaisseur, 19 kg), avec une autonome de 20 km et capable de rouler jusqu'à 25 km/h.[réf. nécessaire]

## Dans la fiction
Le Motocompo apparaît dans le manga You're Under Arrest comme véhicule de police utilisé par Natsumi Tsujimoto. Il a été commercialisé sous forme de maquette par Bandai.
Il apparaît également, conduit par une journaliste, dans le film de 1995 Jackie Chan sous pression, avec Jackie Chan.